# Fagerlids församling
Fagerlids församling var en församling  i Skara stift i nuvarande Gullspångs kommun. Församlingen uppgick på 1790-talet i Hova församling.
Kyrkan som brann ner återfinns numera som Fagerlids kyrkoruin.

## Administrativ historik
Församlingen har medeltida ursprung och uppgick på 1790-talet Hova församling efter att tidigare ingått i pastorat med den församlingen.